# Ophelimus truncatus
Ophelimus truncatus är en stekelart som först beskrevs av Girault 1934.  Ophelimus truncatus ingår i släktet Ophelimus och familjen finglanssteklar. Inga underarter finns listade i Catalogue of Life.